# فريدريك فايسغربر
فريدريك فايزغربر (Frédéric Weisgerber) كان طبيبا وجغرفيا ومستعمرا فرنسيا ولد في منطقة الراين الأعلى الفرنسية يوم 30 مارس 1868 وتوفي في مدينة الرباط المغربية يوم 28 ديسمبر 1946.

## سيرة
ولد في 1868 في عائلة من العسكريين.
درس الطب في مدينة ستراسبورغ التي كانت قد صارت ألمانية، ثم في كيل. حصل على شهادة الدكتوراة عام 1892 وأمضى سنتين في مدينة باريس، حصولا على دكتوراة الطب الفرنسية. انطلق بعد تقديم أطروحته نحو إنجلترا رغبة في الذهاب إلى الهند الشرقية.
كان على متن سفينة متجهة إلى جاكرتا عندما اصطدفت سفينته بسفينة أخرى عشية 24 ديسمبر 1895، فوجد نفسه عالقا في مدينة الجزائر لعدة الأيام.
استقر في مدينة الدار البيضاء كطبيب بعد رجوعه من الشرق الأقصى. 
لم يجد الكثير من المرضى لأن الأوروبيين لم يوجد منهم إلا القليل، فاستغل بإقامته في الدار البيضاء ليتعلم اللغة العربية ويدرس خصائص وتفاصيل الطب التقليدي، ونشر ملاحظاته.
الطبيب فرنان ليناغاي وهو طبيب في بعثة فرنسية عند السلطان عبد العزيز غاب في 1897 فنادى بفايسغربر الصدر الأعظم للسلطان الشاب أحمد بن موسى الشرقي. حضر بفايسغربر إلى مريضه في مخيمة صخرة الدجاجة حيث قمع تمرد ضد القبائل المتمردة. دون تجاربه في كتابه ثلاثة أشهر في البادية المغربية عام 1904.
في مارس 1898 أصيب بالتيفوس الوبائي وهو يعود إلى مراكش. والطبيب ليناريس وطبيب من سفارة ألمانية عالجاه. عاد إلى الدار البيضاء يونيو 1898 ليقضي فترة النقاهة هناك.
انطلق في سبتمبر 1898 وهو كان قد شفي في رحلة إلى شمال المغرب وزار الرباط ومكناس ووزان والقصر الكبير وطنجة وأماكن أخرى. وخلال رحلته إلى فاس، ذهب إلى حمامات مولاي يعقوب الطبيعية ليدرس استخدام المغاربة لها وهو مقنع بشكل عربي فالحمامات كانت زيارتها كانت ممنوعة على غير المسلمين.
في 1902 رجع إلى فرنسا ثم سافر على سفينة إنجليزية في رحلة إلى الهند والصين واليابان من 1902 إلى 1904. ألف كتاب «اللغة الملايوية العامية» (Le Malais vulgaire) وهو قاموس للمسافرين في ماليزيا.
في 1909 عاد إلى المغرب ليعمل مراسلا لصحيفة لا توم (Le Temps) والأهم من ذلك أنه عاد بطلب الوزارة الخارجية الفرنسية التي أرادت منه أن ينظم بعثات استطلاعية وينشر خرائط تفيد القوات الفرنسية.
شارك في معركة صفرو عام 1912 وشاهد على توقيع معاهدة فاس. كلفه يوباغ ليوطي بالتواصل الدبلوماسي مع القادة المغاربة.
صار مستشارا لما يسمى الحماية المغربية عام 1913.
في 1904 تطوع في الجبهة الغربية في فرنسا في الحرب العالمية الأولى إلا أن ليوطي استدعاه إلى المغرب مجددا في 1915، أولا كموظف حكومي ثم كرئيس مقاطعة الشاوية ثم مقاطعة مازاغان.
ظهر في قائمة عملاء الإدارة المدنية في مقاطعة دكالة كرئيس المقاطعة من 19 سبتمبر 1917 إلى 31 مارس 1926.
استقال عام 1926 فتولى منصب رئيس عملاء بنك دولة بالمغرب حتى تقاعده النهائي عام 1936.
نشر عام 1935 كتاب الدار البيضاء والشاوية عام 1900 وهو مذكراته من نشاطه في المغرب.

## أعمال
- Organisation médicale en Allemagne, thèse de la Faculté de Médecine de Paris, H. Jouve, 1894, 59 p.
- Trois mois de campagne au Maroc : étude géographique de la région parcourue, Paris : Ernest Leroux, 1904, 260 p.
- Le Malais vulgaire, vocabulaire et éléments de grammaire à l'usage des voyageurs en Malaisie, Paris : E. Leroux , 1908, 64 p.
- Carte provisoire de la région de Fez, levée et dressée par le Dr F. Weisgerber, Paris : H. Barrère, 1912
- Le Maroc il y a 30 ans, conférence faite aux officiers et aux contrôleurs civils stagiaires du Cours préparatoire au Service des Affaires Indigènes du Maroc, le 4 avril 1928, Impr. réunies de la Vigie marocaine et du Petit marocain, 1928, 39 p.
- Casablanca et les Châouïa en 1900, préface du général Albert-Gérard-Léon d'Amade (1856-1941), Casablanca : sur les presses des Imprimeries réunies de la « Vigie marocaine » et du « Petit Marocain » , 1935, 139 p., fig., avec un plan de Casablanca et une carte des Châouïa, des reproductions d'aquarelles de E. W. Soudan et de photographies de l'auteur et de G. L. Tricot.
- Au seuil du Maroc moderne, Rabat : les Éditions la Porte , 1947, 368-IV p. il s'agit d'un réaménagement de Casablanca et les Châouïa en 1900, complété de 4 pages de lexique

مقالات
- Nouvelles géographiques : Afrique : Voyage du Dr F. Weisgerber, dans les Comptes rendus des séances de la Société de Géographie et de la Commission centrale, année 1899, Paris, 1900, p. 259-264
- Études géographiques sur le Maroc, dans La Géographie, ,vol.1, n°1, 15 juin 1900, p. 437-448
- Itinéraire de Salé à Tanger, par Mequirez, Fez, Ouazzan, Alkazar, Larache, Azila, Tétouan, dans La Géographie, vol.3, n°1, 15 mai 1901, p. 381-390
- Itinéraire de Casablanca aux Beni-Meskir, dans La Géographie, vol.4, n°2, 1901, p. 235-241
- Explorations au Maroc, dans La Géographie, vol.5, n°1, 1902, p. 321-339
- La ville de Fez, dans la Revue générale des sciences pures et appliquées, Paris : Doin, 1905, vol.16, pp. 634-639
- Huit jours à Ténériffe, dans la Revue générale des sciences pures et appliquées, Paris : Doin, 1905, vol.16, pp. 1038-1045